# Puerto Esperanza (Argentina)
Puerto Esperanza è una città dell'Argentina, capoluogo del dipartimento di Iguazú nella provincia di Misiones.